# Stazione di Kintetsu Nara
La stazione di Kintetsu Nara (近鉄奈良駅?, Kintetsu Nara-eki) è una stazione ferroviaria situata nella città di Nara, nella prefettura omonima, in Giappone, capolinea della linea Kintetsu Nara delle Ferrovie Kintetsu. Questa stazione è l'unica sotterranea in tutta la prefettura, ed è la più vicina ai siti del patrimonio UNESCO dei templi di Nara, distante circa 1,5 km.

## Linee
Ferrovie Kintetsu
● Linea Kintetsu Nara

## Aspetto
La stazione è costituita da 4 binari di testa sotterranei situati al secondo piano sotterraneo, mentre sopra di essi si trova il mezzanino. La stazione è sovrastada da un edificio contenente l'ufficio info turistiche della città, alcuni bar e ristoranti.
| 1-4 | ■ Linea Kintetsu Nara e Kyoto | per Yamato-Saidaiji, Ōsaka Namba, Amagasaki, Sannomiya e Kyoto |

## Stazioni adiacenti
| «                   | Servizio            | »                   |
| Linea Kintetsu Nara | Linea Kintetsu Nara | Linea Kintetsu Nara |
| ------------------- | ------------------- | ------------------- |
| Shin-Ōmiya          | Tutti i treni       | Capolinea           |